# 야나가와 잇켄
야나가와 잇켄(일본어: 柳川一件) 다른말로 서계 위조 사건은 에도 시대 초기에 쓰시마 후추번주 소 요시나리와 그의 가로 야나가와 시게오키가 조선과 일본간에 오간 '국서위조'를 둘러싸고 대립한 사건이다.

## 사건 경위
17세기 초 일본의 도요토미 정권이 일으킨 임진왜란으로 인해 일본과 조선은 국교가 단절된 상태였다. 임진왜란이 끝난 이후, 일본에서는 도쿠가와 이에야스가 정권을 장악하여 에도 막부를 열었다. 도쿠가와 이에야스는 조선, 명과의 국교정상화를 원하였고, 조선과의 국교회복에 대한 권한을 쓰시마 번에 위임하였다. 일본과 조선 중간에 위치한 쓰시마 번은 정치적으로는 일본에 속해 있지만, 경제적으로는 조선의 영향 하에 있었다. 이러한 연유도 있어 쓰시마 번주 소 요시토시는 필사적으로 국교회복에 노력을 기해 임진왜란 때 끌고 온 조선인 포로를 송환하기 시작했다.
이에 조선 조정은 쓰시마 번의 노력에 유화적으로 대하였다. 그 이면에는 만주의 여진이 점차 세력을 확대하여 북방방위에 매진해야 할 이유도 있었다. 1605년 일본과 국교를 회복하기 전에 조선 조정은 세가지 조건을 내세운다. 하나는 먼저 도쿠가와 정권에서 국서를 보낼 것과 또 하나는 임진왜란 중 왕릉을 황폐화한 범인을 인도할 것, 마지막으로 포로 송환이었다. 이에 쓰시마 번은 번내의 범인을 왕릉을 범한 자로 하여 인도하였고, 포로를 송환하였다. 가장 걸림돌인 국서는 개작하여 제출하였다. 서식 등으로 인해 위서로 의심을 받았지만, 조선은 회답사를 파견하였고, 쓰시마 번은 막부에 통신사로 거짓보고 하여 에도 성의 2대 쇼군 도쿠가와 히데타다와 슨푸 성의 도쿠가와 이에야스를 알현시켰다. 쓰시마 번은 회답사의 서찰도 개작하였고, 이후, 1617년, 1624년 3차례에 걸친 교섭에서 국서를 위조, 개작하게 된다. 이로써 1609년 기유약조가 체결되어 국교가 회복되었다.
쓰시마 번 가로 야나가와 시게오키는 주가로부터 독립해 막부의 하타모토로의 승격을 원했고, 번주 소 요시나리와 대립하였다. 그리하여 야나가와 시게오키는 그간 국서를 위조, 개작한 사실을 막부에 밀고하였다.

## 막부의 동향
당시는 센고쿠 시대에 있었던 하극상의 기운이 아직 남아있던 시기였고, 야나가와 가문은 도쿠가와 이에야스의 신망도 받았었기 때문에 막부의 유력자들로부터 지지도 있었다. 또, 막부도 조선과의 무역에 관심이 있다고 예상하여, 야나가와 시게오키는 승산이 있다고 생각했다. 한편 센다이번주 다테 마사무네 등은 소 요시나리를 지지하였다.

## 정이대장군의 판단
1635년 음력 3월 11일 3대 쇼군 도쿠가와 이에미쓰는 소 요시나리는 무죄, 야나가와 시게오키는 쓰가루로의 유배형을 명했다. 결국 야나가와 시게오키의 예상과 달리 막부는 조선과의 관계는 쓰시마 번에 위임하는 쪽이 낫다고 판단하였다.
야나가와 사건 후, 막부는 국서에 기재된 쇼군의 칭호를〈일본국왕〉에서〈일본국대군〉으로 바꾸었고, 교토의 승려에게 외국문서 작성과 사절의 응접, 무역의 감시 등을 명하였다. 이로써 조선과의 무역은 예전 그대로 쓰시마 번에 위임하였지만, 그외의 요소에서는 막부의 관리하에 두었다.

## 같이 보기
- 일본 국왕
- 조선통신사